# Masallı
Masallı este un oraș din Azerbaidjan. În 2011 avea 9.400 de locuitori.